# Cinema
Cinema (do grego: κίνημα; "movimento", e γράφειν, graphein; "registrar"), conhecido também como Sétima Arte e, em alguns contextos, cinematografia, é um termo que pode ser definido como a técnica e a arte que reproduz fotogramas de forma rápida e sequencial, criando "ilusão de movimento", bem como a indústria que produz essas imagens. O termo "cinema" também é comumente utilizado para designar a sala onde são projetados esses filmes.
As obras cinematográficas (mais conhecidas como filmes) são produzidas através da gravação de imagens do mundo com câmeras adequadas, ou pela sua criação, utilizando técnicas de animação ou efeitos visuais específicos. Mais especificamente, pode ser descrita como o "conjunto de princípios, processos e técnicas utilizados para captar e projetar numa tela imagens estáticas sequenciais (fotogramas) obtidas com uma câmera especial, dando impressão ao espectador de estarem em movimento". O diretor de arte pode ser descrito como o principal colaborador visual de um diretor de cinema. Também se usa a palavra 'cinegrafia', estando dicionarizada.
Os filmes são assim constituídos por uma série de imagens impressas em determinado suporte, alinhadas em sequência, chamadas fotogramas. Quando essas imagens são projetadas de forma rápida e sucessiva, o espectador tem a ilusão de observar movimento. A cintilação entre os fotogramas não é percebida devido a um efeito conhecido como persistência da visão: o olho humano retém uma imagem durante uma fração de segundo após a sua fonte ter saído do campo da visão. O espectador tem assim a ilusão de movimento, devido a um efeito psicológico chamado movimento beta.
O cinema é um artefato cultural criado por determinadas culturas que nele se refletem e que, por sua vez, as afetam. É uma arte poderosa, é fonte de entretenimento popular e, destinando-se a educar ou doutrinar, pode tornar-se um método eficaz de influenciar os cidadãos (ver: Filme de propaganda, Indústria cinematográfica cristã e Salvador branco no cinema). É a imagem animada que confere aos filmes o seu poder de comunicação universal. Dada a grande diversidade de línguas existentes, é pela dublagem ou pelas legendas, que traduzem o diálogo noutras línguas, que os filmes se tornaram mundialmente populares.

## Equipe

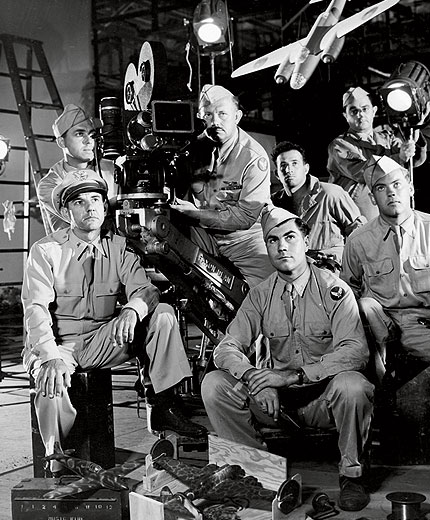
Uma equipe de câmera da First Motion Picture Unit

Por ordem decrescente de antiguidade, estão envolvidos os seguintes funcionários:
- Diretor de fotografia
- Operador de câmera, também chamado de cinegrafista
- Primeiro câmera assistente
- Segundo câmera assistente

Na indústria cinematográfica, o diretor de fotografia é responsável pelos aspectos técnicos das imagens (iluminação, escolhas de lentes, composição, exposição, filtragem, seleção de filmes), mas trabalha em estreita colaboração com o diretor para garantir que a estética artística esteja apoiando a visão do diretor sobre a história que está sendo contada. Os diretores de fotografia são os chefes da equipe de câmera, garra e iluminação em um set e, por essa razão, eles são frequentemente chamados de diretores de fotografia ou DPs. A American Society of Cinematographers define cinematografia como um processo criativo e interpretativo que culmina na autoria de uma obra de arte original, em vez do simples registro de um evento físico. A cinematografia não é uma subcategoria da fotografia. Pelo contrário, a fotografia é apenas um ofício que o diretor de fotografia usa, além de outros físicos, organizacionais, gerenciais, interpretativos. e técnicas de manipulação de imagens para efetuar um processo coerente. Em produções menores, é comum que uma pessoa realize todas essas funções sozinhas. A progressão na carreira geralmente envolve subir a escada de segundo, primeiro, eventualmente para operar a câmera.
Os diretores de fotografia tomam muitas decisões interpretativas durante o curso de seu trabalho, desde a pré-produção até a pós-produção, todas as quais afetam a sensação geral e a aparência do filme. Muitas dessas decisões são semelhantes ao que um fotógrafo precisa observar ao tirar uma foto: o diretor de fotografia controla a própria escolha do filme (a partir de uma variedade de estoques disponíveis com sensibilidades variadas à luz e à cor), a seleção das distâncias focais da lente, a exposição à abertura e o foco. A cinematografia, no entanto, tem um aspecto temporal (ver persistência da visão), ao contrário da fotografia estática, que é puramente uma única imagem parada. Também é mais volumoso e extenuante lidar com câmeras de cinema, e envolve uma gama mais complexa de escolhas. Como tal, um diretor de fotografia muitas vezes precisa trabalhar cooperativamente com mais pessoas do que um fotógrafo, que muitas vezes pode funcionar como uma única pessoa. Como resultado, o trabalho do diretor de fotografia também inclui gestão de pessoal e organização logística. Dado o conhecimento aprofundado, um diretor de fotografia exige não apenas de seu próprio ofício, mas também de outro pessoal, o ensino formal em cinema analógico ou digital pode ser vantajoso.

## História

### Origens
A origem da palavra "cinema" deve-se à circunstância de ter sido o cinematógrafo o primeiro equipamento utilizado para filmar e projetar. Por metonímia, a palavra também se refere à sala onde são projetadas obras cinematográficas. O uso da película para a produção de filmes encontra-se em recessão. O cinema digital está em plena expansão desde meados da primeira década do século XXI, tanto na tomada de vistas como na projeção. O digital permite, além disso, que os filmes circulem fora dos circuitos tradicionais de distribuição, entre particulares e instituições. A invenção da fotografia, e sobretudo a da fotografia animada, foram momentos cruciais para o desenvolvimento não só das artes como da ciência, em particular no campo da antropologia visual. Nascido como curiosidade científica e explorado como diversão popular em circos, quermesses e cabarés, o cinema foi abandonando o papel de atração complementar em ambientes de diversão barata e marginal para rapidamente se transformar em atividade industrial e de massa.

### Cinematografia
O cinema existe graças à invenção do cinematógrafo, inventado pelos Irmãos Lumière no fim do século XIX. Em 28 de dezembro de 1895, na cave do Grand Café, em Paris, os dois engenhosos irmãos realizaram a primeira exibição pública e paga da arte do cinema: uma série de dez filmes, com duração de 40 a 50 segundos cada (os primeiros rolos de película tinham apenas quinze metros de comprimento). Os filmes até hoje mais conhecidos desta primeira sessão chamavam-se "A saída dos operários da Fábrica Lumière" e "A chegada do trem à Estação Ciotat", cujos títulos exprimem bem o seu conteúdo. Apesar de também existirem notícias de projeções um pouco anteriores, de outros inventores (como os irmãos Max e Emil Skladanowsky na Alemanha), a sessão dos Lumière é aceita pela grande maioria da literatura cinematográfica como o marco inicial da nova arte. O cinema expandiu-se a partir de então pela França, por toda a Europa e Estados Unidos, por intermédio de cinegrafistas enviados pelos irmãos Lumière para captar imagens pelo mundo afora.

Sequência de um cavalo a galopar (1887), feita por Eadweard Muybridge
- Roundhay Garden Scene (1888), o mais antigo filme sobrevivente
- Annabelle Serpentine Dance; versão pintada à mão (1895)
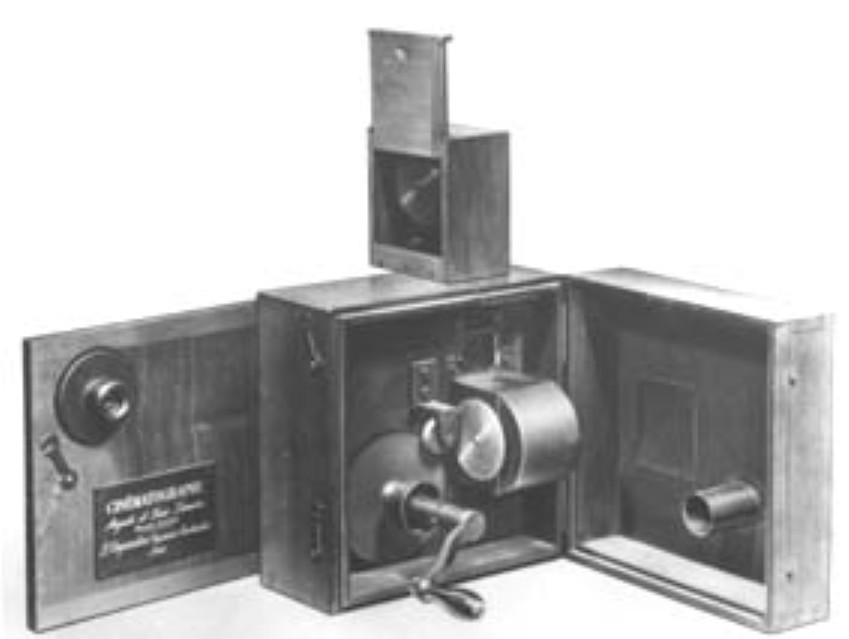
Cinematógrafo-Lumière (1895)

### Inovações

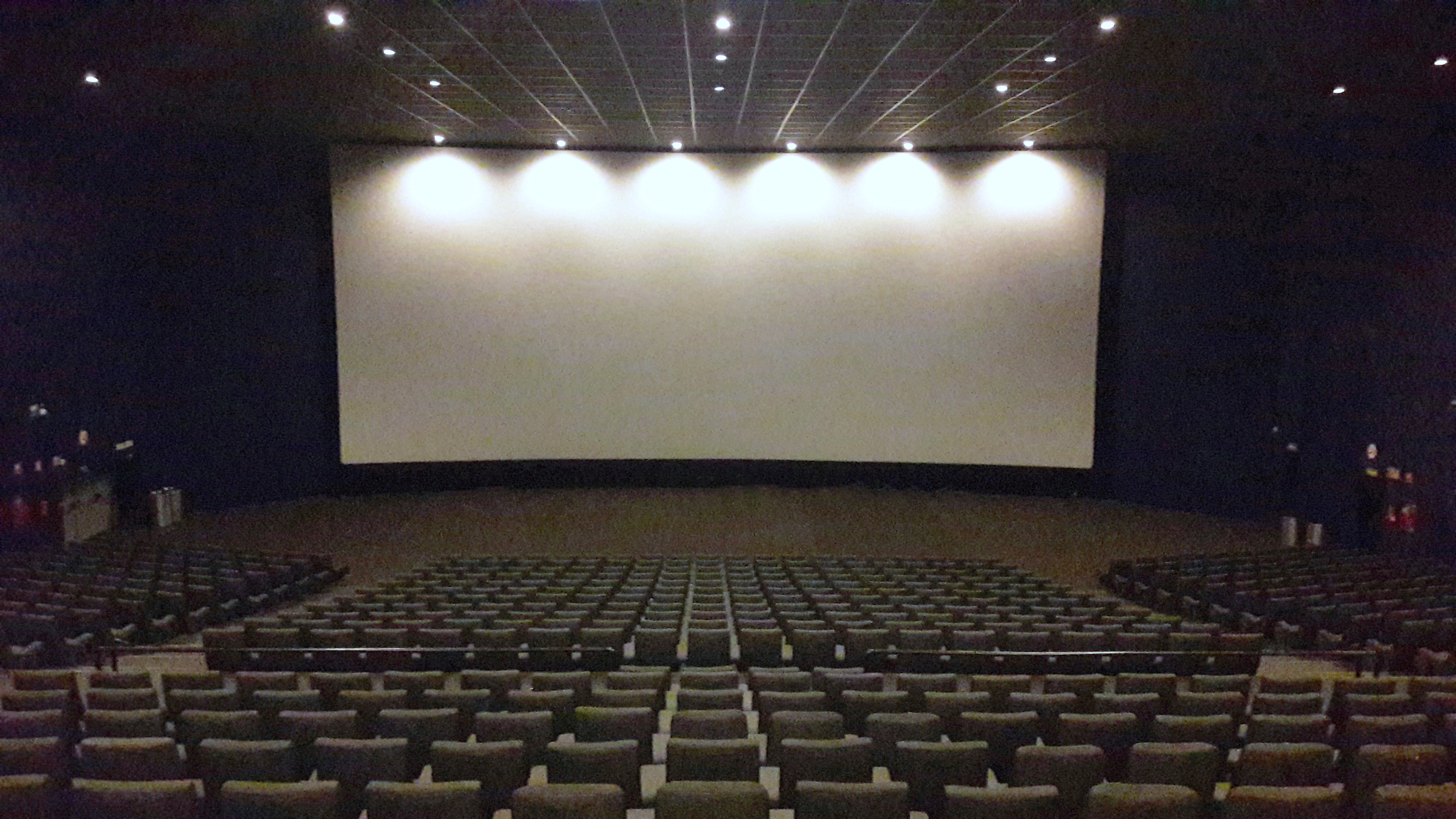
Uma sala de cinema moderna

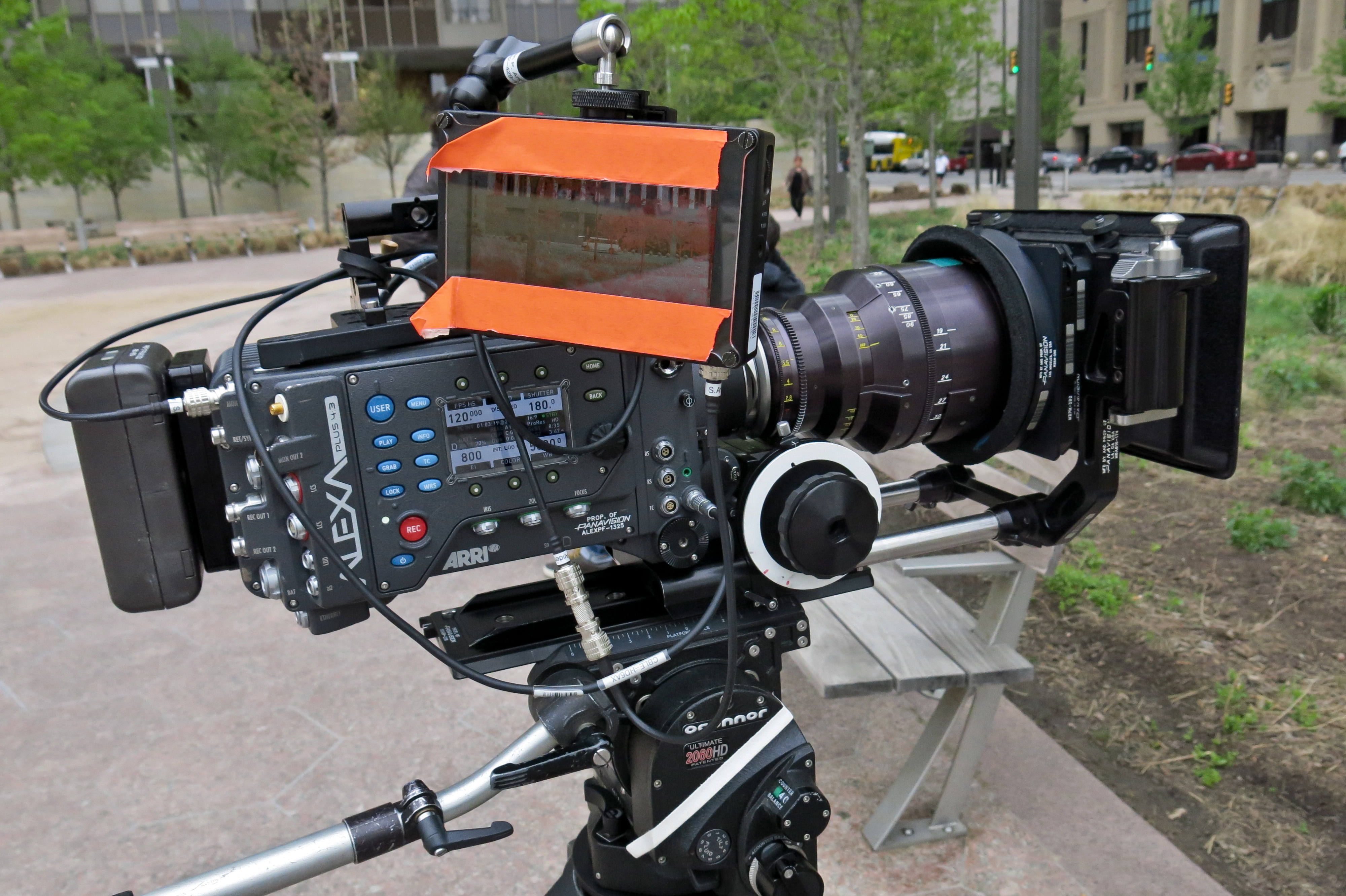
Câmera digital Arri Alexa

Nesta mesma época, o ilusionista, Georges Méliès, dono de um teatro nas vizinhanças do local da primeira exibição dos Lumière, quis comprar um cinematógrafo para o utilizar em seus espetáculos. Os Lumière não quiseram vender-lhe o aparelho: o pai dos irmãos inventores argumentava que o cinematógrafo tinha unicamente finalidade científica e que o mágico teria, por certo, prejuízo se gastasse dinheiro com a máquina para fazer entretenimento. Frustrado, Méliès conseguiu, no entanto, adquirir um aparelho semelhante na Inglaterra, fabricado por Robert William Paul, tornando-se assim o primeiro grande produtor de filmes de ficção, com narrativas sedutoras e truques aliciantes, destinados ao grande público: os primeiros efeitos especiais da história do cinema. Foi ele o criador da fantasia na produção e realização de filmes.
Logo depois, nas duas primeiras décadas do século XX, o diretor estadunidense David W. Griffith, um dos pioneiros de Hollywood, realizou filmes que o levaram a ser considerado pela historiografia cinematográfica o grande responsável pelo desenvolvimento e pela consolidação da linguagem do cinema, como arte independente, apesar das polêmicas ideológicas em que se envolveu. Foi ele o primeiro a fazer filmes em que se utilizou a montagem e em que certos movimentos de câmera (câmara) foram usados com maestria, estabelecendo assim os parâmetros da linguagem cinematográfica, que a partir de então se universalizou. Destaque para Intolerância, admirado até hoje por cineastas e cinéfilos de todo o mundo. Seguidamente, certos agentes do construtivismo russo, Dziga Vertov no documentário e Serguei Eisenstein na ficção, darão uma importante e decisiva contribuição para o desenvolvimento das técnicas narrativas e de montagem no cinema.
Em suma, os irmãos Lumière e Meliès deram origem a dois gêneros fundamentais de cinema: o cinema documental e o cinema de ficção. Como forma de registrar acontecimentos ou de narrar histórias, o cinema é considerado uma arte, denominada sétima arte, desde a publicação, em 1911, do Manifesto das Sete Artes do teórico italiano Ricciotto Canudo.
Capturando imagens e som para efeitos de comunicação, o cinema também é mídia. Desde a sua origem que é arte e comércio. A indústria cinematográfica cedo se transforma em negócio lucrativo em países como a Índia e os Estados Unidos, respetivamente o maior produtor em número de filmes por ano e o que possui a maior economia cinematográfica, tanto no mercado interno quanto no volume de exportações.
No suporte em película, a projeção de imagens estáticas em sequência para criar a ilusão de movimento terá de ser de no mínimo 16 fotogramas (quadros) por segundo, para que o cérebro humano não detecte que são simples imagens isoladas. Desde 1929, juntamente com a universalização do cinema sonoro, as projeções cinematográficas no mundo inteiro foram padronizadas em 24 quadros por segundo. O cinema digital alterou este padrão. Em vídeo digital é comum o uso de 25 quadros por segundo e de 30 nos EUA.